# Oscar Gustavson
Oscar Gustavson (Horten, 3 januari 1877- 16 augustus 1959) was een Noors violist, dirigent en componist.

## Achtergrond
Hij groeide op in het gezin van bouwmeester Andres Gustavsen van Zweedse afkomst (1842-1919) en Louise Tollefsen (1841-1893). Hijzelf huwde Margit Schwarz (1883-1973); uit dat huwelijk kwam zangeres Eva Gustavson Lagreid (1917-2009), die successen kende in de Verenigde Staten.

## Muziek
Gustavson kreeg zijn opleiding van Gudbrand Bøhn, Anton Witek en Hugo Hermann in Genève. Muziektheorie kreeg hij onderwezen door Gustav Lange, Catharinus Elling en Iver Holter. Gustavson werd violist bij het orkest van het Nationaltheatret onder leiding van Johan Halvorsen, maar verhuisde naar Zwitserland. Hij speelde en onderwees daar viool in Geneve en Lausanne. In 1918 was hij terug in Noorwegen om dirigent te worden van het symfonieorkest van Drammen, het omroeporkest en de voorloper van het Oslo Filharmoniske Orkester.

### Composities
Er zijn maar weinig werken van hem bekend. Ten minste twee Romances voor viool en twee orkestwerken verschenen van zijn hand.

### Enkele concerten
- 13 november 1909: Symfonieconcert in Oslo onder leiding van Alfred Andersen-Wingar, waarbij ook Johan Backer Lunde speelde en Borghild Langaard zong;
- 25 september 1917: Concertzaal Brødrene Hals, concert met Piero Coppola met onder meer werken van Emil Sjögren, Ernest Chausson, Christian Sinding, Johan Halvorsen en de wereldpremière van Rêverie, duo for violin og klaver van Gustavson zelf